# محمدحسین سپهر
محمدحسین سپهر سرتیپ سپاه پاسداران انقلاب اسلامی است، که هم‌اکنون به‌عنوان فرمانده قرارگاه عملیاتی ستاد ملی مبارزه با کرونا فعالیت می‌کند، همچنین مشاور عالی رئیس بنیاد شهید و امور ایثارگران است. او در دولت سیزدهم، مشاور وزیر کشور بود.
وی فعالیت نظامی را در خلال جنگ ایران و عراق در نیروی زمینی سپاه پاسداران آغاز کرد و دوره‌ای ریاست ستاد تیپ ۲۹ نبی‌اکرم را برعهده داشت.
سپهر از ۱۳۸۴ تا ۱۳۸۷ جانشین رئیس ستاد نمایندگی ولی‌فقیه در سپاه پاسداران بود، در فاصله سال‌های ۱۳۸۷ تا ۱۳۹۷ به‌عنوان معاون هماهنگ‌کننده نمایندگی ولی‌فقیه در سپاه پاسداران فعالیت می‌کرد، از ۱۳۹۷ تا ۱۳۹۹ جانشین رئیس سازمان بسیج بود، از ۱۳۹۹ تا ۱۴۰۰ فرماندهی قرارگاه مهارت‌آموزی کارکنان وظیفه نیروهای مسلح را برعهده داشت و از شهریورماه ۱۴۰۰ فرمانده قرارگاه عملیاتی ستاد ملی مبارزه با کرونا است.